# Mockritz (Dresden)

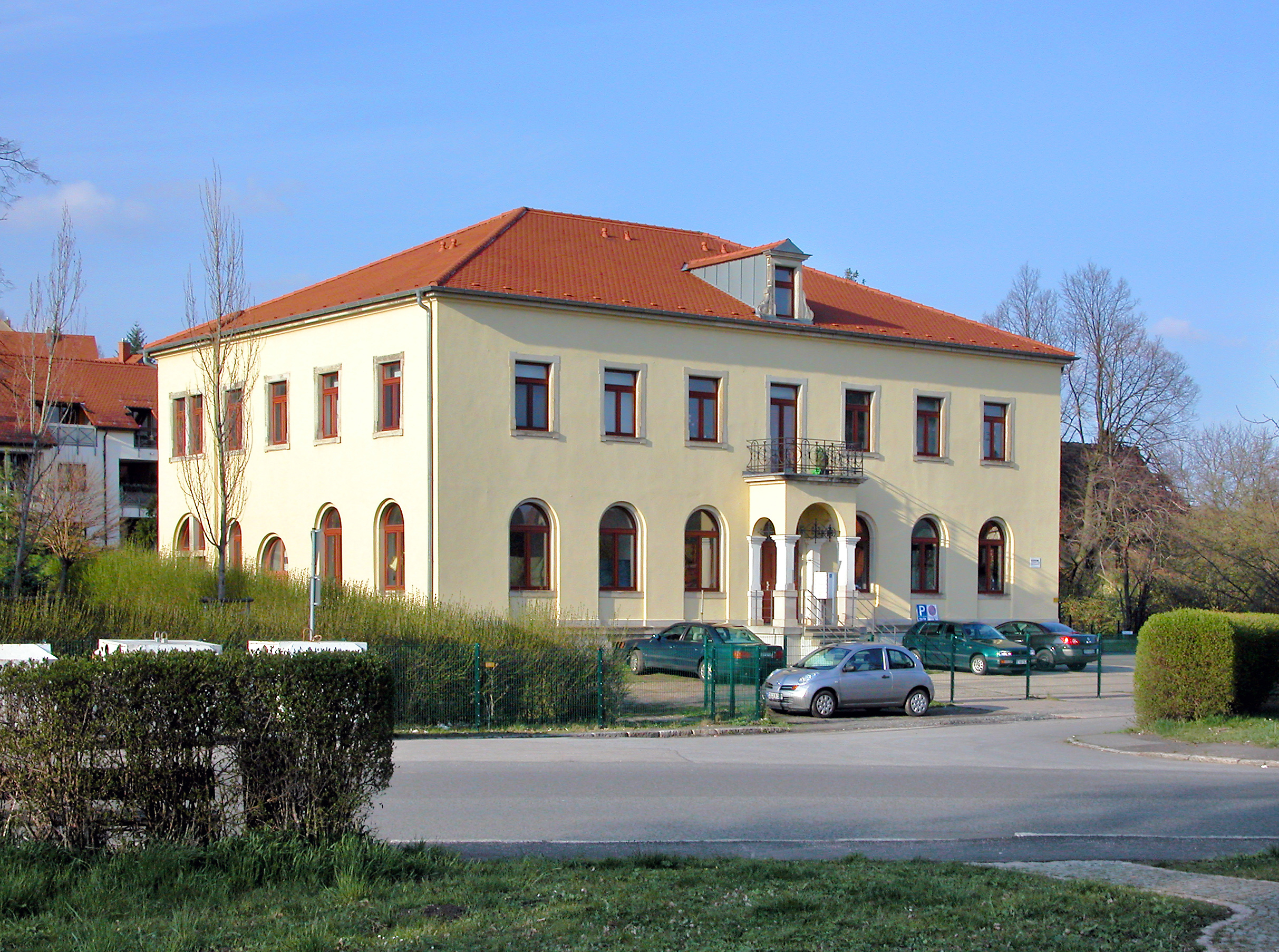
Ehemaliger Gasthof Mockritz

Mockritz ist ein Stadtteil von Dresden im Stadtbezirk Plauen. Zusammen mit Kleinpestitz bildet er den statistischen Stadtteil Kleinpestitz/Mockritz.

## Lage
Mockritz liegt im Süden der Stadt in Randlage. Im Norden wird Mockritz durch Zschertnitz und Strehlen, im Osten durch Gostritz und Leubnitz-Neuostra, im Süden durch die Gemeinde Bannewitz und im Westen durch Kaitz und Kleinpestitz eingegrenzt.
Mockritz liegt am Rand der Dresdner Elbtalweitung im Tal des Kaitzbachs und des Nöthnitzbachs, einem kleinen Zufluss des Kaitzbachs.
Hier wurde eine der ältesten Siedlungen nördlich des Erzgebirges von den Linienbandkeramikern angelegt.

## Geschichte
Im gut erhaltenen Dorfkern ist Mockritz noch heute als ursprünglich slawischer Rundling erkennbar.
Auch der Name ist offensichtlich sorbischen Ursprungs, mokry bedeutet im Sorbischen und anderen slawischen Sprachen feucht, nass.
Mockritz wurde 1350 als Mokerus ersterwähnt und unterstand schon wenige Jahre später der Kirchgemeinde der Kreuzkirche in Dresden. Neben den Wassermühlen im Tal dominierte in Mockritz die Landwirtschaft durch Ackerbau. Mockritz war dabei zum Teil in Besitz Dresdner Bürger zum anderen ein Gut des Meißner Doms.
Auf Initiative des Gemeindevorstands von Räcknitz ließen die vier Gemeinden Kleinpestitz, Mockritz, Räcknitz und Zschertnitz 1892/1893 eine eigene Schule erbauen. Der Standort am Rande von Mockritz auf der heutigen Südhöhe 31 lag zwar außerhalb der Dorfkerne, jedoch auch von allen vier Orten etwa gleich weit entfernt. Der Räcknitzer Baumeister Ernst Sommerschuh lieferte den Plan für das Mockritzer Schulgebäude.
Mockritz wurde 1921 nach Dresden eingemeindet und überstand den Zweiten Weltkrieg ohne große Schäden.

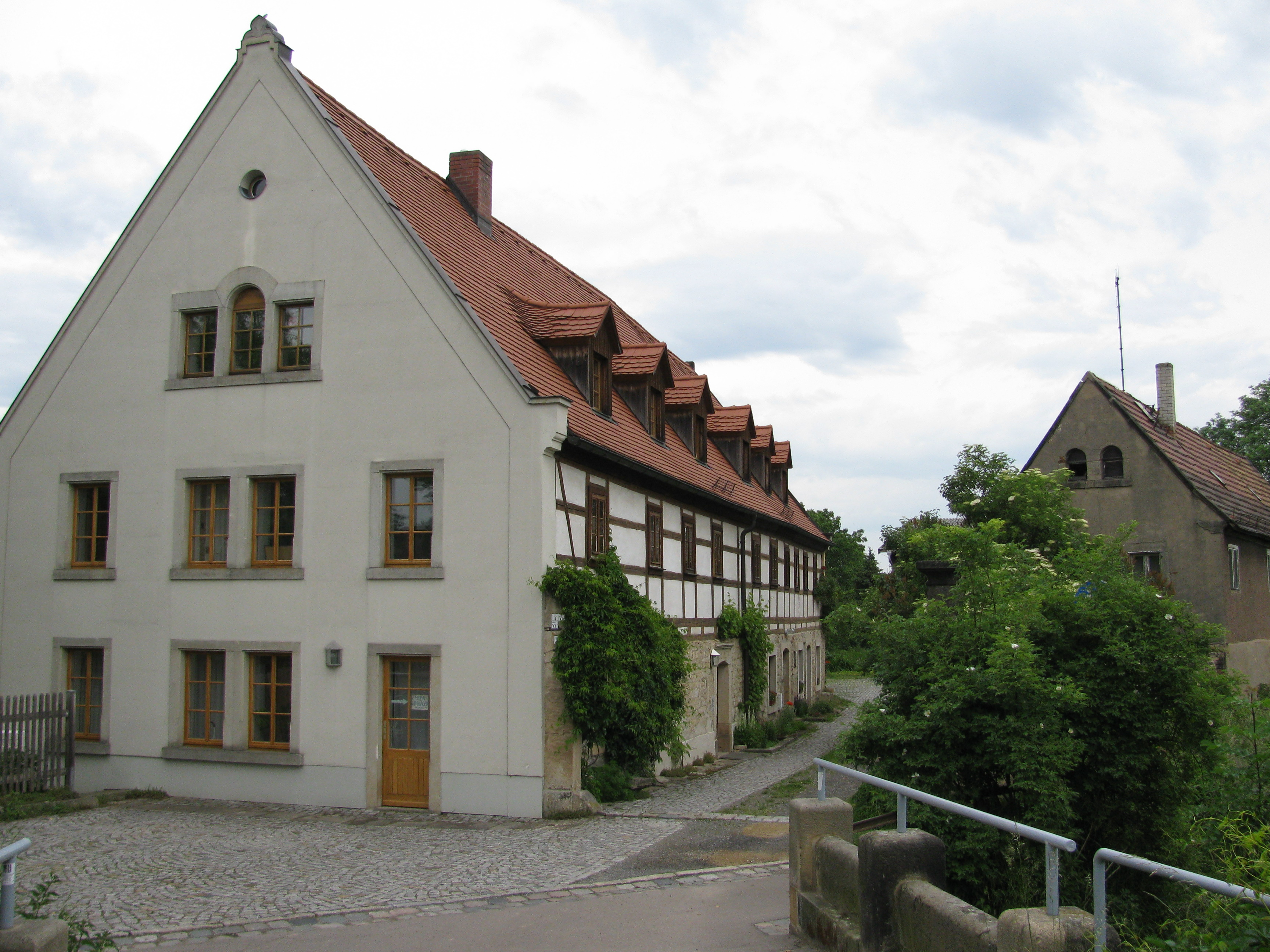
Dorfkern Altmockritz

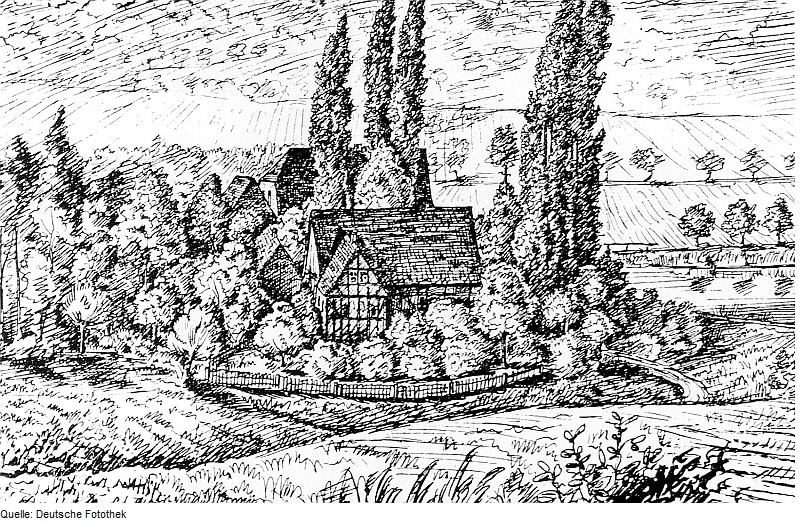
Mockritzer Mühle 1876

Mockritz hat einen Dorfkern, an dem sich Höfe aus dem 18. Jahrhundert und Mühlen erhalten haben. Der angestaute Münzteich für diese Mühlen wurde zum Naturbad umfunktioniert, das bis heute betrieben wird. Angelegt wurde der Teich 1621 für den Betrieb der Dresdner Münze am linken Elbufer unterhalb der Augustusbrücke in Dresden. Der Münzbetrieb wurde durch den Kaitzbach mit Aufschlagwasser versorgt. Der Teich diente unter anderem zur Regulierung des Wasserbedarfs für den Münzbetrieb.
Durch die Industrialisierung entstand in Mockritz später auch die für Dresden typische und lockere Vorortbebauung durch Miethäuser und kleine Villen.

## Sehenswürdigkeiten
- historischer Dorfkern Altmockritz
- Naturbad Mockritz
- Tiefe Börner Mockritz, im Jahr 2009 als Flächennaturdenkmal ausgewiesen

## Verkehr
Mockritz wird über die Buslinien 66 und 63 der Dresdner Verkehrsbetriebe angebunden und kann auch über die Straßenbahnlinie 11 und die Buslinie 75 erreicht werden. Weiterhin ist die A 17 nicht weit entfernt.